# Otocelididae
Famille
Les Otocelididae sont une famille de l'embranchement des Acoela.

## Liste desgenres
- Archocelis Dorjes, 1968
- Exocelis Ehlers & Doerjes, 1979
- Haplotestis Dorjes, 1968
- Notocelis Dorjes, 1968
- Philocelis Dorjes, 1968
- Posticopora Kozloff, 2000

## Référence
- Westblad, 1948 : Studien ueber skandinavische Turbellaria Acoela. V. Arkiv för Zoologi utgivet av Kongliga Svenska Vetenskapsakademien Band 41A-7 pp. 1-82.